# Rosetta Tofano
Rosetta Tofano, nata Cavallari (Milano, 5 marzo 1902 – Roma, 7 aprile 1960), è stata una costumista e attrice italiana.

## Biografia
Nata a Milano la Cavallari segue gli studi di coreografia, al Teatro alla Scala, scenografia e costume, iniziando a lavorare in teatro dove, nel 1923, incontra Sergio Tofano che sposerà poco dopo.
Continua il suo lavoro di scenografa anche per i lavori teatrali e cinematografici del marito, come il film Cenerentola e il signor Bonaventura, svolge  in teatro anche l'attività di attrice, sempre accanto al marito, dalla loro unione nasce un figlio Gilberto Tofano futuro regista teatrale e televisivo.
Le sue interpretazioni cinematografiche si limitano a 9 pellicole, dal 1933 al 1943. Il debutto avvenne davanti alla cinepresa diretta da Carlo Ludovico Bragaglia.
Negli anni 50 comincia a soffrire di una grave forma di depressione, muore suicida il 7 aprile del 1960.

## Filmografia
- O la borsa o la vita , regia di Carlo Ludovico Bragaglia (1933)
- Papà per una notte , regia di Mario Bonnard (1939)
- Un mare di guai , regia di Carlo Ludovico Bragaglia (1939)
- Pazza di gioia , regia di Carlo Ludovico Bragaglia (1940)
- Giù il sipario , regia di Raffaello Matarazzo (1940)
- La granduchessa si diverte , regia di Giacomo Gentilomo (1940)
- Cenerentola e il signor Bonaventura , regia di Sergio Tofano (1941), anche costumi
- Sant'Elena, piccola isola, regia di Umberto Scarpelli e Renato Simoni (1943)